# Help Wanted (Bob Esponja)
«Help Wanted» (titulado «Se busca ayuda» en Hispanoamérica y «Se necesita ayudante» en España) es el episodio piloto de la serie de televisión animada estadounidense Bob Esponja, emitido por primera vez en Nickelodeon en los Estados Unidos el 1 de mayo de 1999, justo después de la transmisión televisiva de los Kids Choice Awards. El capítulo sigue a Bob Esponja, una joven esponja marina antropomórfica, mientras intenta conseguir trabajo en un restaurante local de comida rápida llamado Krusty Krab.
El animador Stephen Hillenburg concibió el programa en 1994 y comenzó a trabajar en él poco después de la cancelación de La vida moderna de Rocko en 1996. Para dar voz al personaje de Bob Esponja contrató a Tom Kenny, quien ya había colaborado con él en el programa anterior. Para la presentación, Hillenburg originalmente quería que el protagonista y su amigo Calamardo emprendieran un viaje por carretera, inspirado en la película Powwow Highway (1989). Sin embargo, decidió abordar una historia creada en colaboración con el artista de guion gráfico Derek Drymon, basado en una experiencia que tuvo mientras hacía parte de los Boy Scouts; la idea original terminó utilizándose en el episodio posterior «Pizza Delivery».
El capítulo fue escrito por Hillenburg, Drymon y el cineasta y guionista Tim Hill. La dirección de animación corrió a cargo de Alan Smart, quien también se desempeñó como supervisor a lo largo de la serie. «Help Wanted» popularizó nuevamente la canción «Livin' in the Sunlight, Lovin' in the Moonlight», grabada por el músico estadounidense Tiny Tim en 1968.
El episodio se excluyó del lanzamiento en DVD de la primera temporada del seriado porque Nickelodeon no quería pagar a los herederos de Tiny Tim por utilizar la mencionada canción. «Help Wanted» fue visto en más de dos millones de hogares y cosechó reseñas positivas de la crítica especializada.

## Trama
Un narrador francés presenta una ciudad acuática conocida como Fondo de Bikini en la que habita una esponja exultante, hiperactiva, optimista, ingenua y amigable llamada Bob Esponja, quien solicita un trabajo en el restaurante Krusty Krab para disgusto del cajero y de su vecino gruñón, un pulpo llamado Calamardo Tentáculos. Bob replantea su decisión al considerar que no es lo suficientemente bueno, pero es convencido de tomar el trabajo por su mejor amigo, una estrella de mar llamada Patricio Estrella. Animados por la credulidad y el entusiasmo de Bob, tanto Calamardo como el dueño del restaurante, un cangrejo llamado Mr. Krabs, deciden manipularlo enviándolo a una misión imposible para comprar una espátula aparentemente rara y de alto calibre. Ambos creen que Bob no está calificado y concluyen que no regresará.
Poco después de su partida, cinco autobuses con hambrientas anchoas se detienen a pedir comida insistentemente en el restaurante. Incapaces de satisfacer el hambre de las anchoas, Calamardo y Mr. Krabs deben lidiar con la multitud inconforme que comienza a acumularse hasta obligar a ambos a huir a la parte superior de un poste. Cuando creen que están a punto de morir a manos de la turba, Bob los sorprende al regresar de su mandado con una espátula que coincide perfectamente con las especificaciones, la cual usa para cocinar rápidamente hamburguesas para todas las anchoas y de esa forma calmar su furia.
Bob es recibido oficialmente como empleado del restaurante para consternación de Calamardo. Cuando Mr. Krabs se dispone a contar las ganancias del día, Patricio llega y ordena una Cangreburger, y es arrojado del establecimiento en una repetición de la hazaña culinaria de Bob. El piloto termina con Calamardo tratando de desacreditar a Bob ante Mr. Krabs por el supuesto lío que ha creado.

## Producción

### Desarrollo
«Help Wanted» fue escrito por el creador de la serie Stephen Hillenburg, en colaboración con Derek Drymon y Tim Hill, mientras que la dirección de animación corrió a cargo del director supervisor Alan Smart. Hillenburg también figuró como director del guion gráfico y Drymon trabajó como artista de guion gráfico. El creador concibió el programa en febrero de 1994 durante un viaje de surf en el sur de Baja California en un cuaderno de bocetos y comenzó a trabajar en él poco después de la cancelación de La vida moderna de Rocko en 1996.
La idea original de Hillenburg para el lanzamiento era que los escritores crearan un guion gráfico para un posible episodio y se lo presentaran a la cadena Nickelodeon. Una de las concepciones originales era un capítulo con Bob Esponja y Calamardo en un viaje por carretera tomando inspiración de la película Powwow Highway (1989), pero Hillenburg abandonó la idea del guion gráfico para el lanzamiento inicial. El equipo retomó la historia del viaje por carretera durante la primera temporada y usó muchas de las situaciones para un episodio llamado «Pizza Delivery».
Originalmente, el personaje llevaría por nombre SpongeBoy y el programa se llamaría SpongeBoy Ahoy! Sin embargo, el departamento legal de Nickelodeon descubrió que había un trapeador que llevaba el nombre de SpongeBoy; este hecho se descubrió después de que se grabaran las voces para el piloto original de siete minutos. Hillenburg insistió en que el nombre de pila del personaje debía contener la palabra Esponja para que los espectadores no lo confundieran con un «hombre de queso» debido a su aspecto. Decidió usar el nombre Bob Esponja y eligió «SquarePants» («Pantalones Cuadrados»), ya que se refería a la forma geométrica del personaje, además de tener un «sonido agradable».
Basado en una experiencia que vivió cuando hacía parte de los Boy Scouts, Hillenburg ideó la historia para «Help Wanted» junto con Drymon y la plasmó en un bosquejo con la ayuda de Hill. En el verano de 1997, mientras presentaba la caricatura a los ejecutivos de Nickelodeon, usó una camisa hawaiana, llevó consigo un «acuario con modelos de los personajes» y empleó música de Hawái como ambientación; esta escena fue descrita por el ejecutivo de la cadena Eric Coleman como «bastante sorprendente». Tras recibir dinero y dos semanas para escribir el piloto, Drymon, Hillenberg y el animador Nick Jennings regresaron con lo que el ejecutivo de la compañía Albie Hecht describió como «una actuación que desearía tener grabada». Aunque Drymon lo describió como estresante, el lanzamiento salió «muy bien»; Kevin Kay y Hecht tuvieron que salir porque estaban «agotados de reír», algo que preocupó a los dibujantes. Con la ayuda de Hill y Jennings, Hillenburg finalizó el piloto y vendió el programa a Nickelodeon.
La ejecutiva Cyma Zarghami manifestó en una entrevista que «la reacción inmediata [de los ejecutivos de Nickelodeon] había sido volver a ver [el piloto], porque les gustó y porque no se parecía a nada que hubieran visto antes». Hillenburg afirmó que la construcción de los personajes en el episodio era floja, pero que su desarrollo en cambio era «bastante fuerte».

### Diseño
Cuando el equipo comenzó la producción del episodio, se les asignó la tarea de diseñar las ubicaciones en las que «el programa se ambientaría una y otra vez, y en las que se llevaría a cabo la mayor parte de la acción, como el Krusty Krab y la casa con forma de piña de Bob Esponja». Hillenburg tenía una «visión clara» de cómo quería que se viera la serie; la idea era «mantener todo náutico», por lo que el equipo utilizó cuerdas, tablones de madera, ruedas de barcos, redes, anclas, calderas y remaches.
El piloto y el resto del programa presentan un decorado conocido como «las flores del cielo» como fondo principal. Kenny Pittenger, quien se encargó de este diseño, manifestó: «En cierto modo funcionan como nubes, pero dado que la serie se desarrolla bajo el agua, en realidad no lo son». El programa tenía bastante influencia de la cultura tiki, por lo que los pintores de fondo debieron utilizar muchos patrones. Pittenger recalcó: «Entonces, en realidad, las flores del cielo son en su mayoría un elemento de diseño caprichoso que Steve [Hillenburg] ideó para evocar el aspecto de una camisa hawaiana con estampados de flores, o algo así. Tampoco sé qué son».

### Reparto

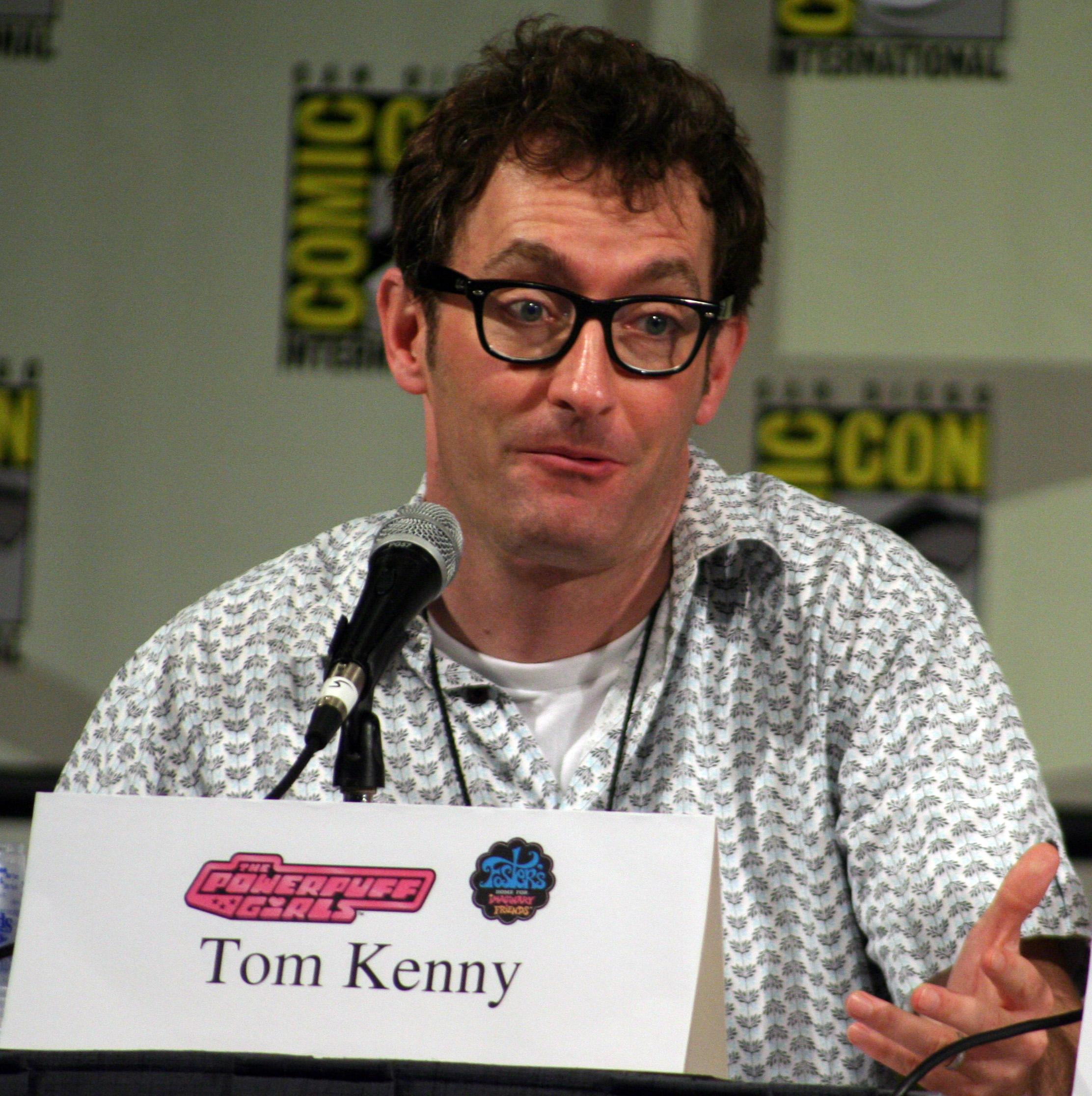
Tom Kenny interpretó al personaje principal

Mientras Drymon y Hill escribían el piloto, Hillenburg realizaba audiciones para encontrar voces para los personajes. Creó a Bob Esponja con la ayuda del actor de voz y comediante Tom Kenny, y utilizó las personalidades de Kenny y de otros para ayudar a establecer el carácter de Bob. Drymon dijo: «Tom vino varias veces para que pudiéramos presentarle lo que estábamos trabajando y de esa forma ayudarle a encontrar la voz correcta. Él ya había trabajado en muchos otros programas animados y Steve quería encontrar una voz que sonara original». Kenny usó originalmente la voz de Bob Esponja para un personaje menor, un caimán llamado Al en La vida moderna de Rocko que apareció en el episodio «Querido John». Kenny olvidó la voz inicialmente, ya que la creó solamente para ese único uso. Hillenburg, sin embargo, usó un videoclip del episodio para recordársela. El actor afirmó que la risa aguda del personaje estaba dirigida específicamente a ser única y que querían una risa molesta siguiendo la tradición de Popeye y el Pájaro Loco.
Kenny también proporcionó la voz de Gary, el maullador caracol del protagonista, y del narrador francés del episodio. Según él, «la intención de Steve siempre fue que el narrador fuera un guiño a su amado Jacques Cousteau». Kenny describió la voz de Cousteau como «muy desapasionada, muy alejada, muy plana, incluso cuando está describiendo algo milagroso y hermoso». Al principio, descubrieron que el narrador «simplemente sonaba aburrido», por lo que decidieron que «tenía que sonar un poco divertido y juguetón».
Bill Fagerbakke aportó la voz del mejor amigo de Bob Esponja, una estrella de mar llamada Patricio. Hizo una audición para el papel después de que Kenny fuera elegido como el protagonista. Fagerbakke se refirió a Hillenburg como «un tipo encantador» y manifestó: «Iba a presentarme a otra audición y no tenía idea de lo que me esperaba allí en términos del ingenio visual y de la entrañable humanidad infantil del programa. No pude captar nada de eso en el material de la audición. Simplemente estaba tratando de darle al tipo lo que quería de manera superficial». Para el papel de Calamardo, Hillenburg originalmente pensó en el actor y comediante Douglas Lawrence, quien había trabajado con él previamente en La vida moderna de Rocko; mientras trabajaba en el episodio, Hillenburg lo invitó a una audición para todos los personajes. Drymon dijo: «Le enseñamos el guion a Doug y empezó a leerlo con su voz de Tony the Tiger/Gregory Peck. Fue realmente divertido, y terminamos haciendo que Bob Esponja usara una voz profunda al entrar por primera vez al Krusty Krab». Hillenburg decidió darle a Lawrence el papel de Plankton, el principal villano de la serie.

### Música

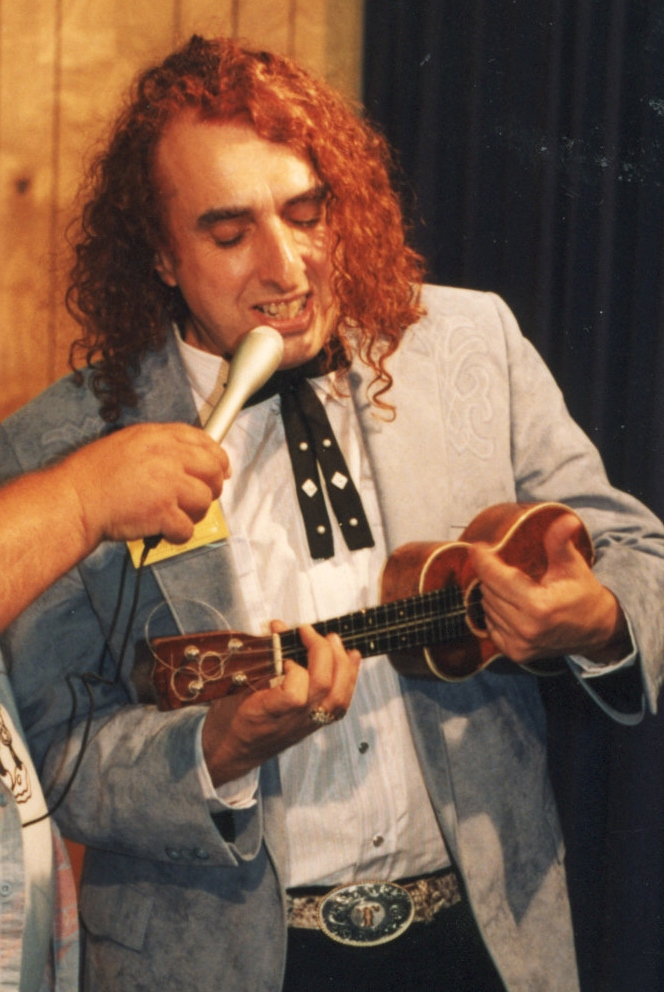
La canción «Livin' in the Sunlight, Lovin' in the Moonlight» de Tiny Tim (en la imagen) fue incluida en el episodio.

El episodio incluye la canción «Livin' in the Sunlight, Lovin' in the Moonlight» del cantante estadounidense Tiny Tim. Cuando el piloto ya estaba terminado, se le pidió al editor musical Nick Carr que retocara la música existente. Carr afirmó: «Cuando comencé con Bob Esponja, mis deberes eran principalmente ediciones musicales, pero rápidamente me empujaron a la silla de compositores y supervisores». El equipo de producción asignó la mayor parte de su presupuesto musical para usar «Livin' in the Sunlight, Lovin' in the Moonlight», algo que Carr describió como «un escenario tristemente familiar con la mayoría de los dibujos animados para televisión. Cuando llega el momento de pensar en la música, el presupuesto se ha esfumado».
La idea de usar dicha canción nació cuando alguien le envió a Hillenburg una cinta con «un montón de música». Mientras los guionistas desarrollaban la serie, Hillenburg mostró la canción a Drymon como un ejemplo del entusiasmo que buscaba. Cuando llegó el momento de escribir el piloto, tuvieron la idea de usar el tema en el tercer acto. El equipo finalmente obtuvo los derechos para usar la música para el piloto, pero todo lo que tenían era «una copia de mala calidad en la vieja cinta de Steve». Los escritores pudieron usar la canción pues una empleada de Nickelodeon logró obtener una copia en disco compacto. Drymon afirmó: «Tuvimos suerte de que ella tuviera el contacto; de lo contrario, no habríamos podido utilizarla. Lo triste es que Tiny Tim murió justo cuando estábamos escribiendo el piloto, así que nunca supo que habíamos utilizado su canción».
Jeff Hutchins, quien había trabajado con Hillenburg en La vida moderna de Rocko, aportó los efectos de sonido en el piloto. Según él, luego de los requerimientos iniciales de Hillenburg, supo qué tipo de sonidos estaba buscando para el programa. Afirmó: «Le ofrecí opciones y, en algunos casos, múltiples alternativas. Acordamos encontrarnos en la puerta de Warner Bros. cerca de la torre de agua en veinte minutos». Hutchins grabó los sonidos en una cinta y se los entregó a Hillenburg en dicha reunión; gracias al trabajo en el piloto, Hutchins se convirtió en el sonidista habitual de la serie.

## Lanzamiento

### Estreno
Bob Esponja emitió su primer segmento, «Help Wanted», junto con los capítulos «Reef Blower» y «Tea at the Treedome», el 1 de mayo de 1999, luego de la transmisión televisiva de los Kids' Choice Awards de 1999. Posteriormente, el seriado debutó de forma oficial el 17 de julio de 1999, con el segundo episodio «Bubblestand» y «Ripped Pants».

### Formato casero
«Help Wanted» se excluyó del DVD SpongeBob SquarePants: The Complete First Season (2003), ya que Nickelodeon no quería pagar al patrimonio de Tiny Tim por los derechos de la canción «Livin' in the Sunlight, Lovin' in the Moonlight». El episodio apareció en el DVD SpongeBob SquarePants: The Complete 3rd Season como una característica adicional el 27 de septiembre de 2005. El 22 de septiembre de 2009, se publicó en el DVD SpongeBob SquarePants: The First 100 Episodes, junto con todos los capítulos de las temporadas uno a la cinco. El disco incluía una característica especial llamada «Help Wanted», The Seven Seas Edition, que presentaba el episodio en numerosos idiomas. También fue incluido como una función adicional en el DVD SpongeBob SquarePants: 10 Happiest Moments, estrenado el 14 de septiembre de 2010. El 29 de abril de 2014, fue lanzado en el disco recopilatorio SpongeBob, You're Fired! Tras su lanzamiento, la edición se agotó en Best Buy y se vendió «rápidamente» en los minoristas en línea, incluidos Amazon.com, Barnes & Noble y Walmart.
En 2013, los principales miembros del elenco, incluidos Tom Kenny, Clancy Brown, Rodger Bumpass y Bill Fagerbakke realizaron una lectura en vivo del episodio durante el evento SpongeBob Fan Shellabration. La lectura tuvo lugar en un escenario de efectos de sonido en Universal Studios Hollywood del 7 al 8 de septiembre, y acogió la proyección de los videos ganadores de la competencia inaugural SpongeBob SquareShorts: Original Fan Tributes.

## Recepción y legado
Tras su lanzamiento, «Help Wanted» obtuvo una puntuación Nielsen de 6,3 o 6,9 millones de espectadores en total, incluidos 3,6 millones de niños de 2 a 11 años. Además, el episodio recibió reseñas generalmente favorables de los críticos. Michael Cavna de The Washington Post lo ubicó en el tercer puesto de su lista The Top Five SpongeBob Episodes: We Pick 'Em. Cavna lo revisionó en 2009 y notó que «gran parte del estilo y el refinamiento estaban en su lugar». Maxie Zeus de Toon Zone lo definió como un «ganador», y Frazier Moore de Associated Press elogió la utilización del tema «Livin' in the Sunlight, Lovin' in the Moonlight», refiriéndose a ese momento como «la parte chiflada».
El escritor Kent Osborne lo consideró «realmente bueno» y afirmó que es uno de sus episodios favoritos de la serie. Eric Coleman, vicepresidente de desarrollo y producción de animación de Nickelodeon, elogió el capítulo como «uno de los mejores pilotos» porque «transmite una fuerte personalidad». En una reseña sobre el DVD de la primera temporada, Jason Bovberg de DVD Talk afirmó sobre la exclusión del episodio: «¿Dónde está? Esta es quizás la única decepción del DVD. Me molestaron un poco los larguísimos menús animados que presentan a todos los personajes, uno por uno, pero lo que realmente me ha disgustado es el episodio que falta». Bill Treadway de DVD Verdict tuvo un comentario similar al manifestar que la exclusión del piloto «es un pequeño defecto en un paquete de primera categoría». En una reseña del DVD de la tercera temporada, Bryan Pope de DVD Verdict afirmó: «El extra más intrigante es el capítulo piloto de la serie [...] ¿por qué lanzarlo ahora en lugar de en su lugar natural con la primera temporada?» Concluyó que «de todos modos, los coleccionistas de Bob Esponja apreciarán su inclusión aquí».